# Siras Pur
Siras Pur è una suddivisione dell'India, classificata come census town, di 14.558 abitanti, situata nel distretto di Delhi Nord Ovest, nello territorio federato di Delhi. In base al numero di abitanti la città rientra nella classe IV (da 10.000 a 19.999 persone).

## Geografia fisica
La città è situata a 28° 45' 47 N e 77° 07' 59 E.

## Società

### Evoluzione demografica
Al censimento del 2001 la popolazione di Siras Pur assommava a 14.558 persone, delle quali 8.203 maschi e 6.355 femmine. I bambini di età inferiore o uguale ai sei anni assommavano a 2.440, dei quali 1.299 maschi e 1.141 femmine. Infine, coloro che erano in grado di saper almeno leggere e scrivere erano 9.471, dei quali 5.954 maschi e 3.517 femmine.